# Monasa flavirostris
Monasa flavirostris là một loài chim trong họ Bucconidae.